# Plan-de-dieu (côtes-du-rhône)
Ne doit pas être confondu avec Plan de Dieu (Vaucluse) ou Plan de Dieu (théologie).
Le plan-de-dieu, ou côtes-du-rhône-villages Plan-de-Dieu, est un vin rouge produit sur les communes de Camaret-sur-Aigues, Jonquières, Violès et Travaillan, dans le département de Vaucluse.
Il s'agit d'une des 21 dénominations géographiques au sein de l'appellation d'origine contrôlée côtes-du-rhône-villages, dans la partie méridionale du vignoble de la vallée du Rhône.

## Histoire
Le nom de Plan de Dieu (Plan Dei) est utilisé pour la première fois le 18 septembre 1326 dans la rédaction d'un acte réglant entre les habitants de Camaret et de Travaillan les limites de leurs vignes et pâturages.

## Étymologie

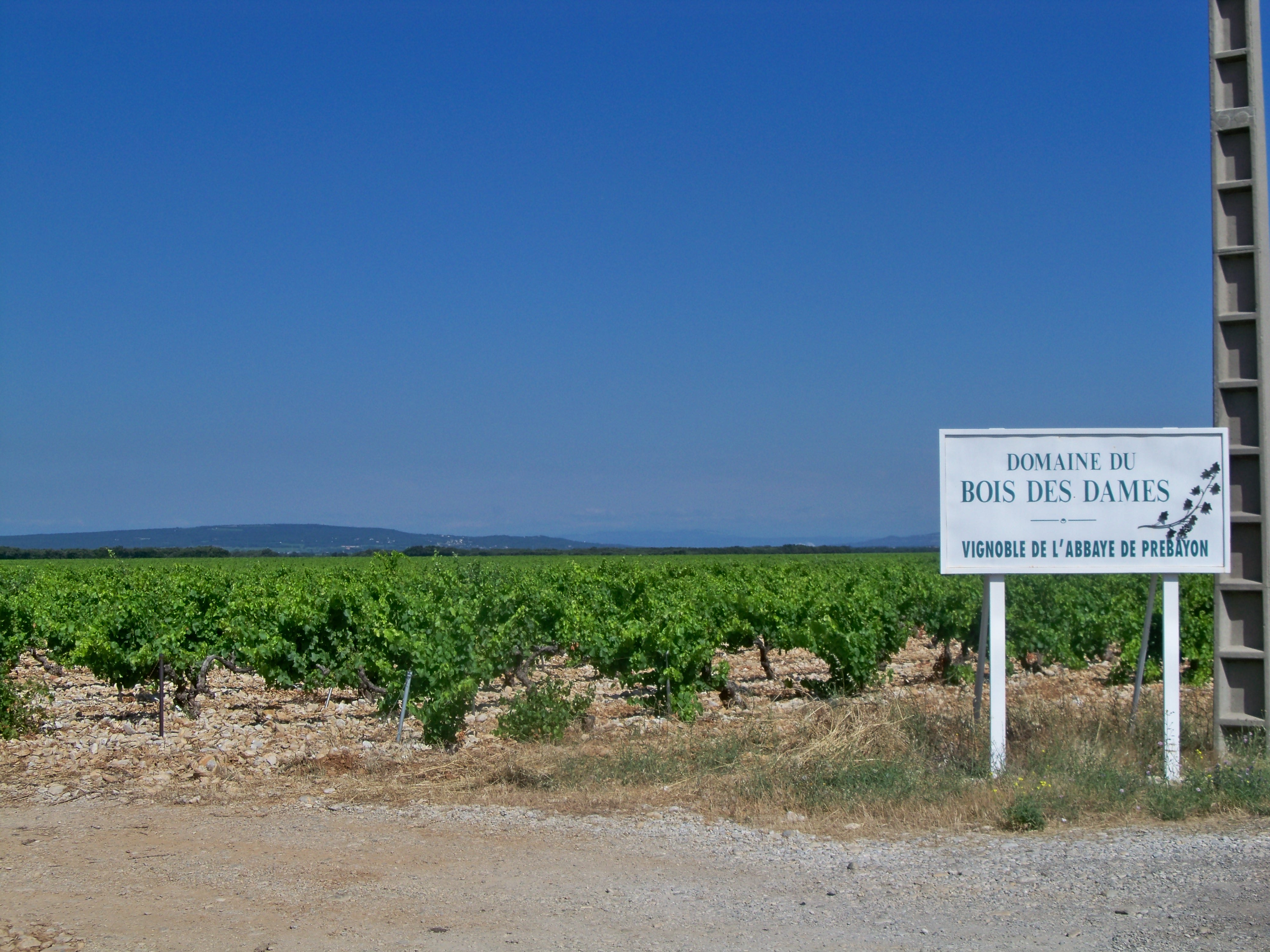
Le Bois des Dames, vignoble historique de l'abbaye de Prébayon

Le nom de cette appellation ne porte pas un nom de commune, mais de lieu-dit. Il reçut son nom des religieuses de Prébayon quand elles quittèrent le massif des Dentelles de Montmirail pour s'installer ici. C'était pour elles le meilleur terroir à vignes, la « plaine de Dieu ».

## Situation géographique

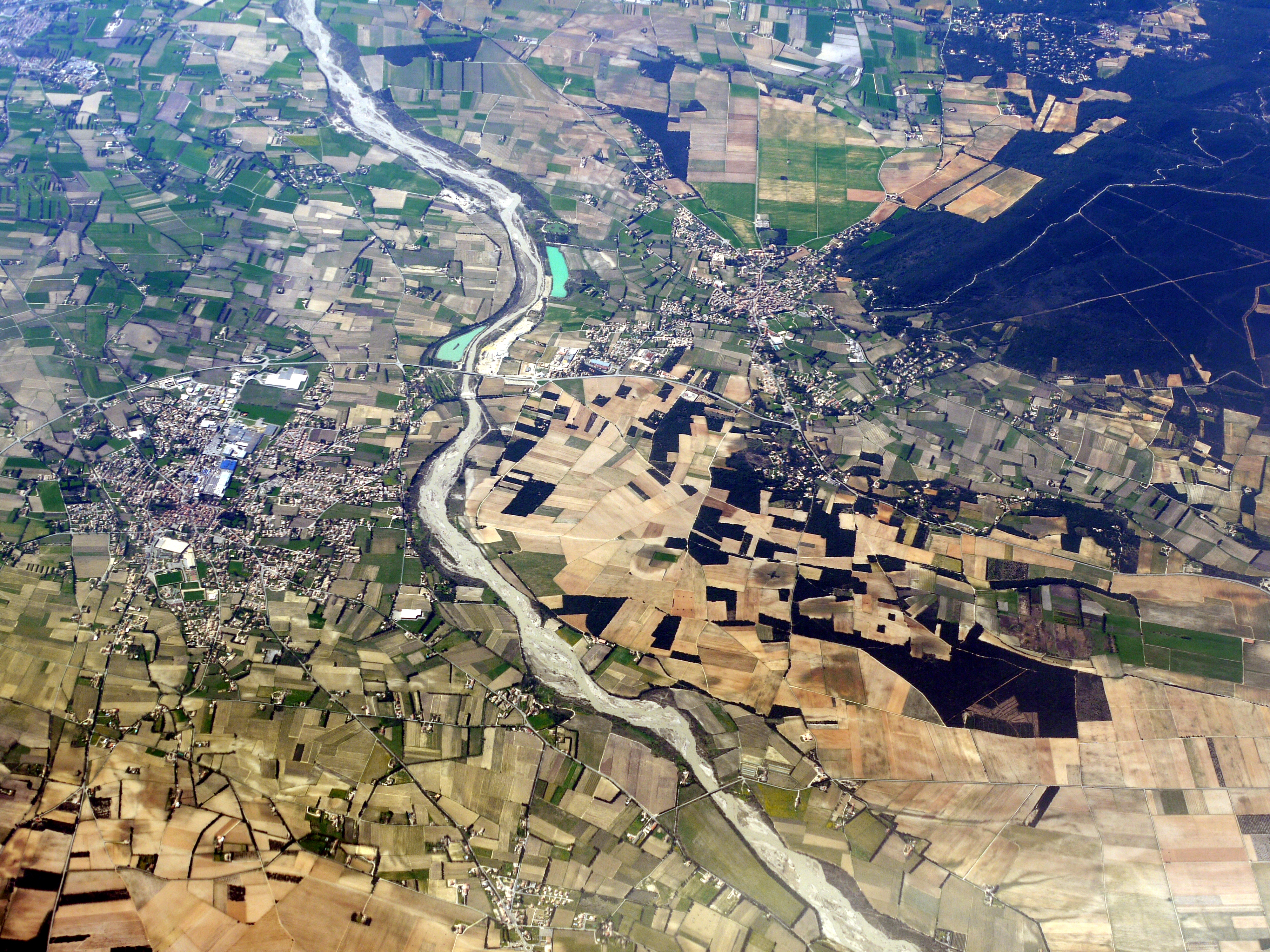
Vue aérienne du terroir viticole au-dessus de Camaret et Sérignan.

Situé à l’est d’Orange, ce vignoble est limité par le cours de deux rivières, l'Aygues et l'Ouvèze.  

### Orographie
Descendues des Baronnies, ces rivières au régime torrentueux ont charrié, après la dernière ère glaciaire, des alluvions chargées qui se sont déposées en un puissant dépôt de galets roulés formant une terrasse entre leurs lits.

### Géologie
Le terroir est assez uniforme. Il est essentiellement composé d'une vaste terrasse alluviale, qui a formé un interland entre l'Aigues et l'Ouvèze à l'époque du Riss. Elle est surmontée de galets roulés calcaires du Quaternaire. Ces dépôts du diluvium alpin reposent soit sur de l'argile bleue du pliocène, soit sur des safres gréseux.

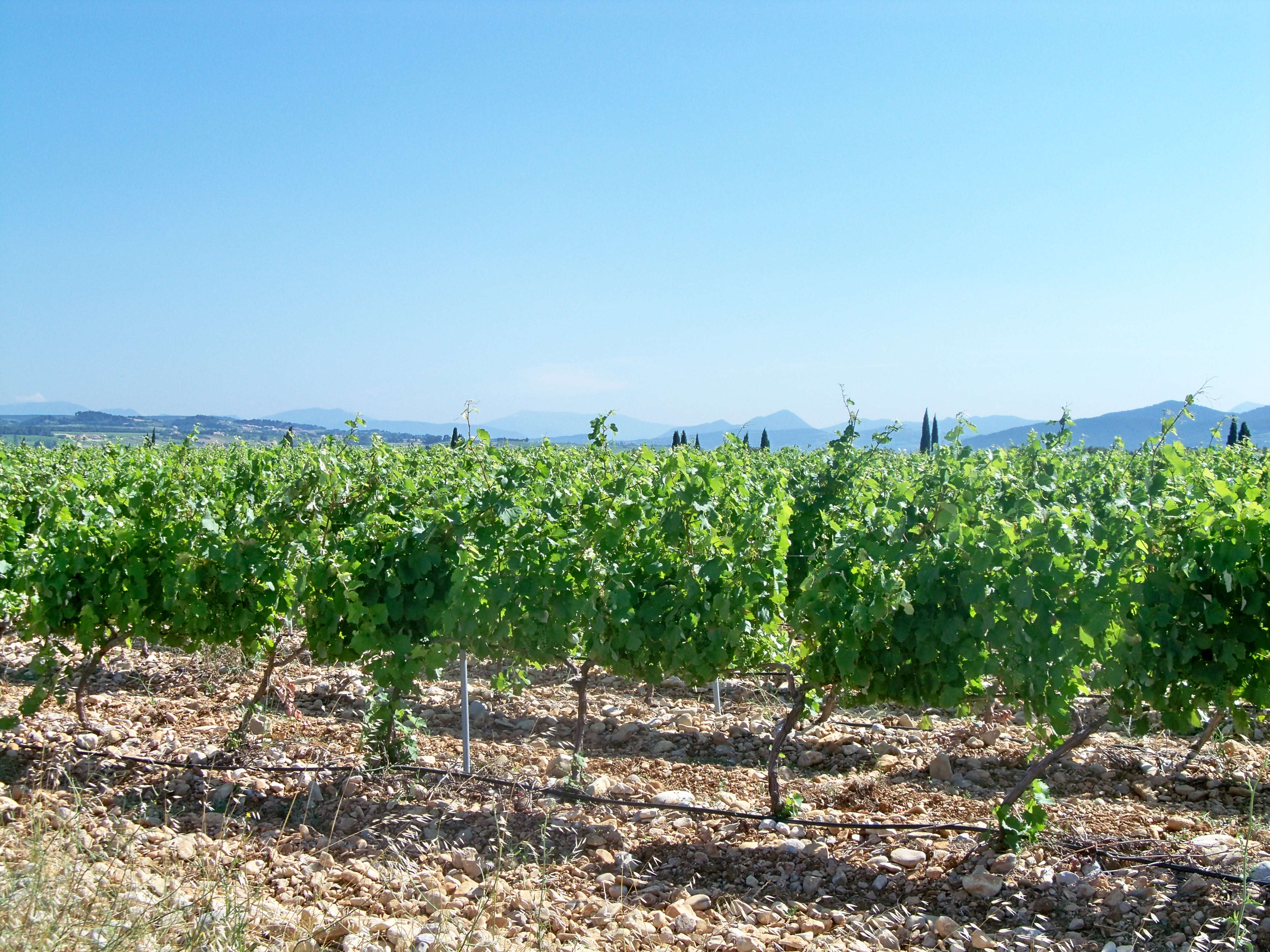
Dépôt de galets roulés.
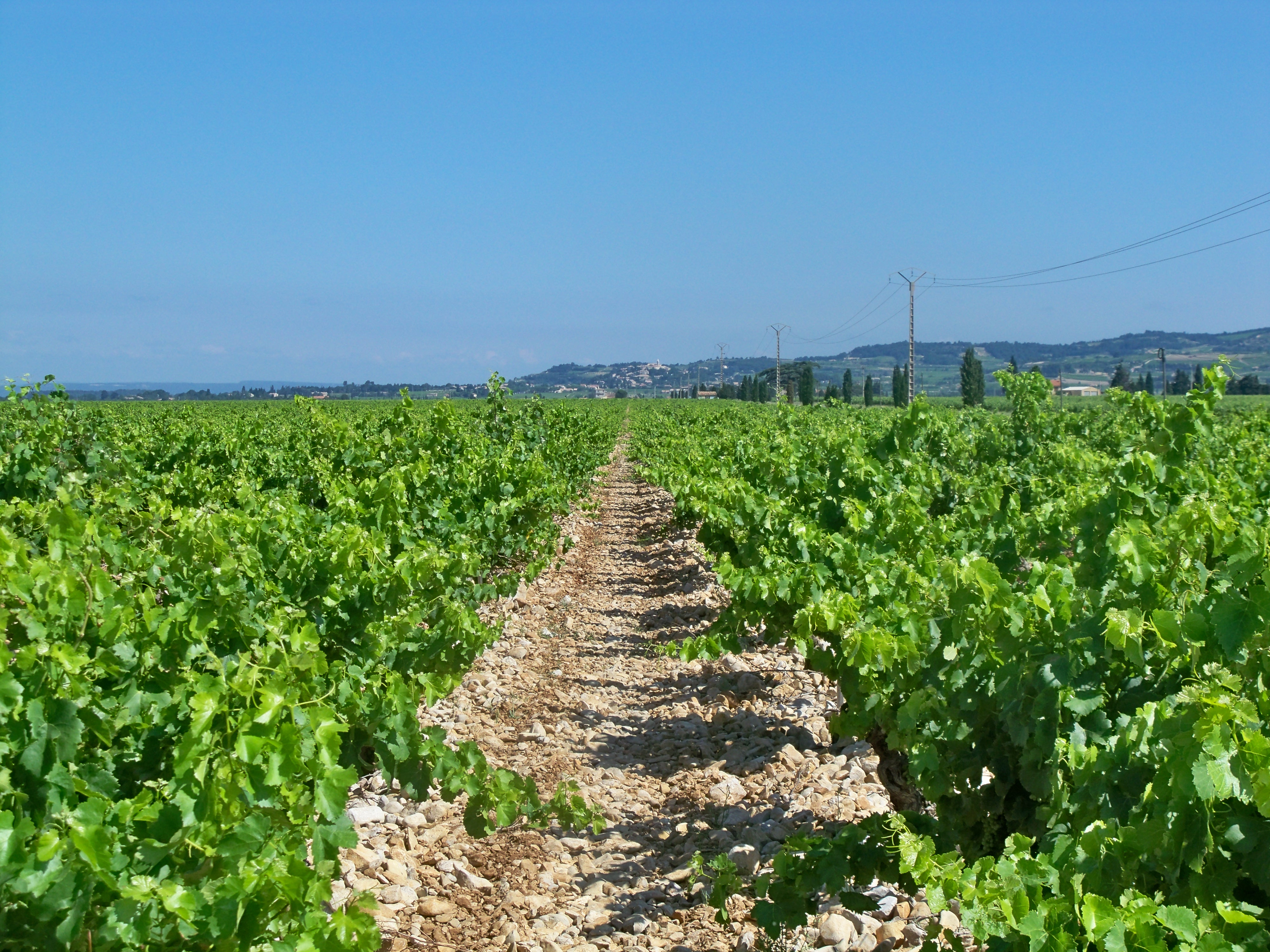
Diluvium alpin du quaternaire reposant sur des safres gréseux.
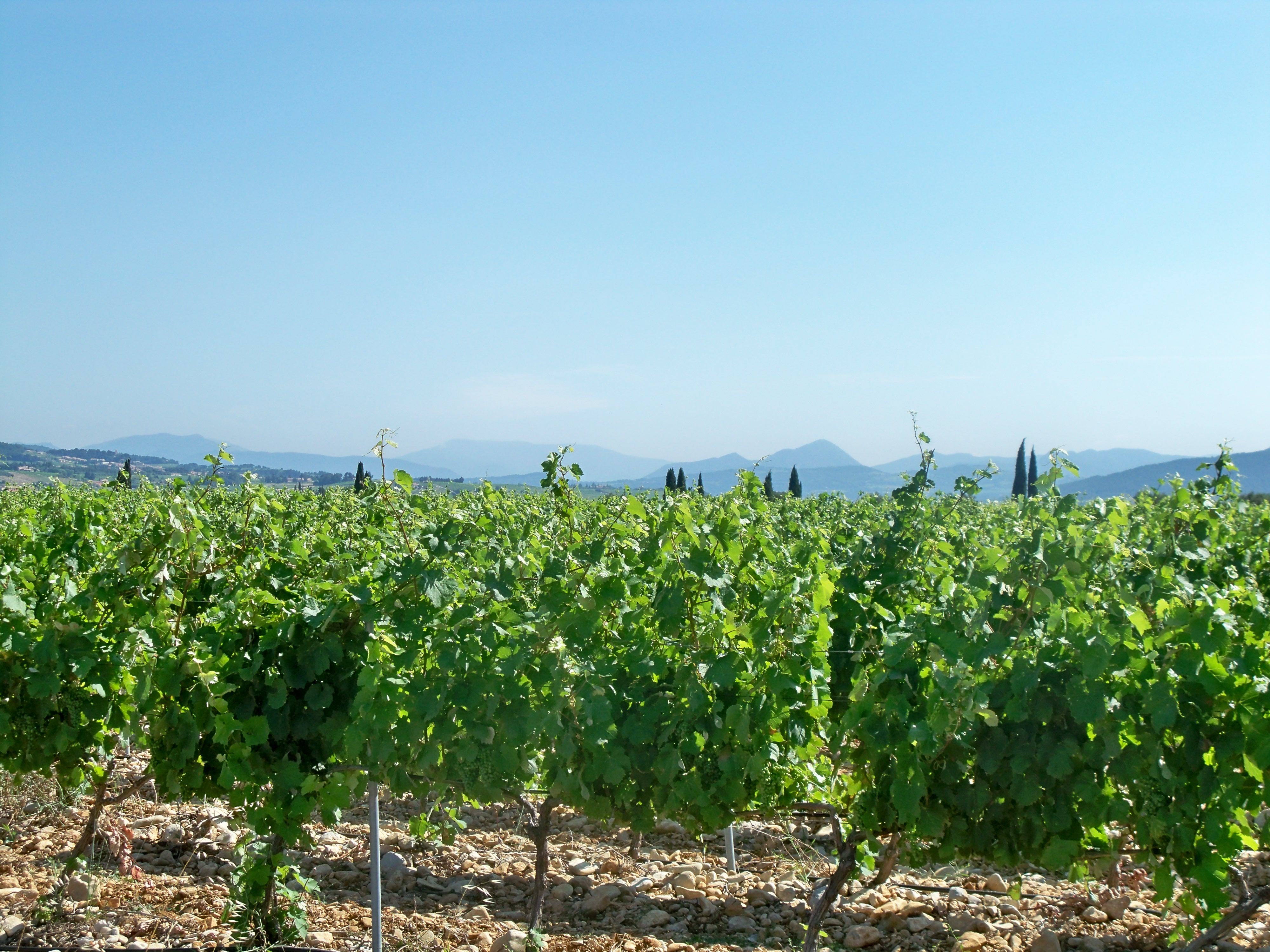
Syrah sur le terroir du Plan-de-Dieu.

### Climat
Le climat de ce terroir est soumis à un rythme à quatre temps : deux saisons sèches (une brève en hiver, une très longue et accentuée en été), deux saisons pluvieuses, en automne (pluies abondantes et brutales) et au printemps. Sa spécificité est son climat méditerranéen qui constitue un atout exceptionnel :
- Le mistral assainit le vignoble
- La saisonnalité des pluies est très marquée
- Les températures sont très chaudes pendant l'été.

| Mois                              | jan. | fév.  | mars  | avril | mai   | juin  | jui.  | août  | sep.  | oct.  | nov.  | déc.  | année   |
| --------------------------------- | ---- | ----- | ----- | ----- | ----- | ----- | ----- | ----- | ----- | ----- | ----- | ----- | ------- |
| Température minimale moyenne (°C) | 1,3  | 2,6   | 4,4   | 7,2   | 10,8  | 14,4  | 17    | 16,3  | 13,8  | 9,7   | 4,9   | 1,9   | 8,7     |
| Température moyenne (°C)          | 5,4  | 6,9   | 9,4   | 12,5  | 16,4  | 20,2  | 23,3  | 22,5  | 19,4  | 14,7  | 9,1   | 5,7   | 13,8    |
| Température maximale moyenne (°C) | 9,4  | 11,3  | 14,4  | 17,8  | 22,1  | 26,1  | 29,6  | 28,8  | 25    | 19,7  | 13,3  | 9,5   | 18,9    |
| Ensoleillement (h)                | 132  | 137,1 | 192,5 | 230,4 | 264,6 | 298,9 | 345,3 | 310,7 | 237,6 | 187,1 | 135,2 | 123,8 | 2 595,3 |
| Précipitations (mm)               | 44,4 | 57,5  | 61,1  | 58,9  | 72,4  | 43,6  | 27,8  | 56,3  | 67,6  | 97,4  | 57,7  | 48,9  | 693,4   |

| Diagramme climatique                                  |             |             |             |              |              |            |              |            |             |             |            |
| J                                                     | F           | M           | A           | M            | J            | J          | A            | S          | O           | N           | D          |
| 9,41,344,4                                            | 11,32,657,5 | 14,44,461,1 | 17,87,258,9 | 22,110,872,4 | 26,114,443,6 | 29,61727,8 | 28,816,356,3 | 2513,867,6 | 19,79,797,4 | 13,34,957,7 | 9,51,948,9 |
| Moyennes : • Temp. maxi et mini °C • Précipitation mm |             |             |             |              |              |            |              |            |             |             |            |

|                | Vaucluse   | Plan de Dieu                        | moyenne nationale |
| -------------- | ---------- | ----------------------------------- | ----------------- |
| Ensoleillement | 2 595 h/an | 2 800 h/an                          | 1 973 h/an        |
| Pluie          | 693 mm/an  | 700 mm/an (sur 80 jours)            | 770 mm/an         |
| Neige          | 4 j/an     |                                     | 14 j/an           |
| Vent           |            | 110 j/an essentiellement du Mistral |                   |
| Orage          | 23 j/an    |                                     | 22 j/an           |
| Brouillard     | 31 j/an    |                                     | 40 j/an           |

| Mois                                                                      | Jan          | Fev          | Mar         | Avr         | Mai         | Jui         | Jui         | Aou         | Sep         | Oct         | Nov         | Dec          |
| ------------------------------------------------------------------------- | ------------ | ------------ | ----------- | ----------- | ----------- | ----------- | ----------- | ----------- | ----------- | ----------- | ----------- | ------------ |
| Records de températures minimales °C (Année)                              | -13,4 (1985) | -14,5 (1956) | -9,7 (2005) | -2,9 (1970) | 1,3 (1979)  | 5,7 (1984)  | 9,0 (1953)  | 8,3 (1974)  | 3,1 (1974)  | -1,1 (1973) | -5,4 (1952) | -14,4 (1962) |
| Records de températures maximales °C (Année)                              | 20,3 (2002)  | 23,0 (1960)  | 27,2 (1990) | 30,7 (2005) | 34,5 (2001) | 38,1 (2003) | 40,7 (1983) | 42,6 (2003) | 35,1 (1966) | 29,6 (1985) | 24,6 (1970) | 20,2 (1983)  |
| Source: https://www.linternaute.com/ville/ville/climat/25721/orange.shtml |              |              |             |             |             |             |             |             |             |             |             |              |

## Vignoble

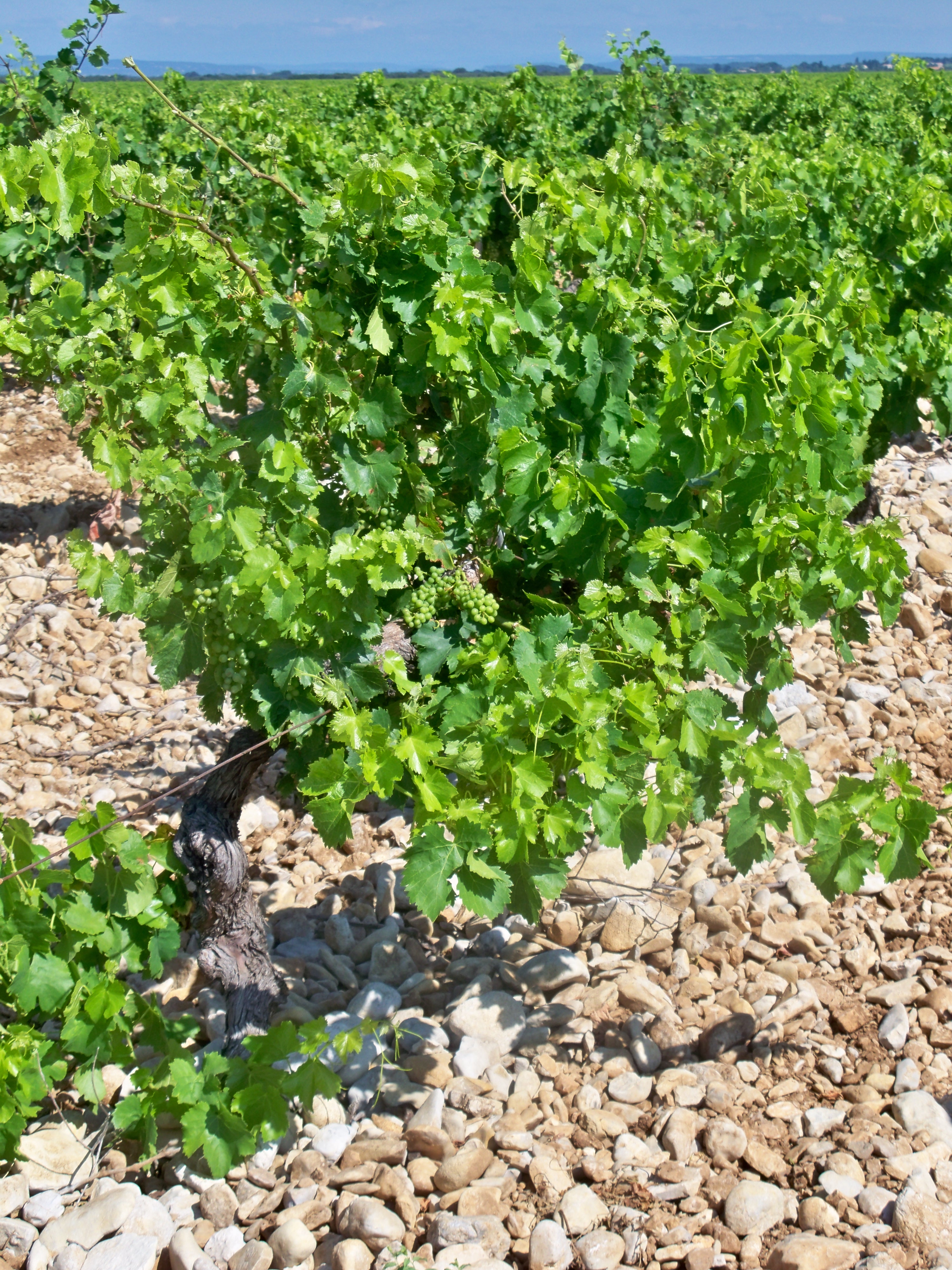
Galets roulés du Plan de Dieu.

### Présentation
Le vignoble s'étend sur les communes de Camaret-sur-Aigues, Jonquières, Travaillan et Violès.

### Encépagement
L’appellation ne produisant que des vins rouges, principalement faits à partir du grenache N, complété par de la syrah N, du mourvèdre N et accessoirement du brun argenté N (localement dénommé camarèse ou vaccarèse), du carignan N, du cinsaut N, de la counoise N, du muscardin N, du piquepoul noir N et du terret noir N.

### Méthodes culturales
Les vins de ce terroir doivent titrer 12,5 % de degré alcoolique au minimum. Le rendement moyen est fixé à 35 hl/ha ;

### Terroir et vins
Sur ce terroir homogène de 44 hectares, composé de galets roulés et d’argile rouge, la typicité des vins, grâce à un faible rendement, est caractérisée par des arômes de thym, de romarin, d’épices et de sous-bois.

### Les millésimes
Ils correspondent à ceux du vignoble de la vallée du Rhône. Ils sont notés : année exceptionnelle , grande année , bonne année ***, année moyenne **, année médiocre *.
| Caractéristiques | Article de qualité | ***                | ***                | Bon article        | Article de qualité | Bon article        | Bon article        | ***                | Bon article | Bon article        |
| Millésimes 1990 | 1999               | 1998               | 1997               | 1996               | 1995               | 1994               | 1993               | 1992               | 1991        | 1990               |
| Caractéristiques | ***                | ***                | **                 | ***                | Bon article        | **                 | **                 | **                 | ***         | Article de qualité |
| Millésimes 1980 | 1989               | 1988               | 1987               | 1986               | 1985               | 1984               | 1983               | 1982               | 1981        | 1980               |
| Caractéristiques | Article de qualité | Article de qualité | Bon article        | ***                | Article de qualité | **                 | Bon article        | ***                | Bon article | Article de qualité |
| Millésimes 1970 | 1979               | 1978               | 1977               | 1976               | 1975               | 1974               | 1973               | 19722              | 1971        | 1970               |
| Caractéristiques | Bon article        | Article de qualité | Bon article        | **                 | ***                | Bon article        | ***                | **                 | **          | Article de qualité |
| Millésimes 1960 | 1969               | 1968               | 1967               | 1966               | 1965               | 1964               | 1963               | 1962               | 1961        | 1960               |
| Caractéristiques | **                 | *                  | Article de qualité | Article de qualité | ***                | ***                | **                 | **                 | ***         | Article de qualité |
| Millésimes 1950 | 1959               | 1958               | 1957               | 1956               | 1955               | 1954               | 1953               | 1952               | 1951        | 1950               |
| Caractéristiques | Bon article        | Bon article        | Article de qualité | Bon article        | Bon article        | ***                | Bon article        | Article de qualité | **          | Article de qualité |
| Millésimes 1940 | 1949               | 1948               | 1947               | 1946               | 1945               | 1944               | 1943               | 1942               | 1941        | 1940               |
| Caractéristiques | Article de qualité | Article de qualité | Article de qualité | Bon article        | Article de qualité | **                 | Article de qualité | Bon article        | **          | **                 |
| Millésimes 1930 | 1939               | 1938               | 1937               | 1936               | 1935               | 1934               | 1933               | 1932               | 1931        | 1930               |
| Caractéristiques | *                  | Bon article        | Bon article        | ***                | **                 | Article de qualité | Article de qualité | **                 | **          | **                 |
| Millésimes 1920 | 1929               | 1928               | 1927               | 1926               | 1925               | 1924               | 1923               | 1922               | 1921        | 1920               |
| Caractéristiques | Article de qualité | Article de qualité | **                 | Bon article        | **                 | Bon article        | Bon article        | **                 | Bon article | Bon article        |
| Sources : Yves Renouil (sous la direction), Dictionnaire du vin, Éd. Féret et fils, Bordeaux, 1962 ; Alexis Lichine, Encyclopédie des vins et alcools de tous les pays, Éd. Robert Laffont-Bouquins, Paris, 1984, Les millésimes de la vallée du Rhône & Les grands millésimes de la vallée du Rhône |                    |                    |                    |                    |                    |                    |                    |                    |             |                    |

Soit sur 90 ans, 24 années exceptionnelles, 26 grandes années, 16 bonnes années, 22 années moyennes et 2 années médiocres.

### Structure des exploitations
Il y a cinquante caves indépendantes, quatre caves coopératives et un négociant.

### Type de vins et gastronomie
Ces vins rouges, avec leur robe intense, présentent à l'agitation un nez de fruits rouges et d'épices qui évolue avec l'âge vers des arômes d'anis, de réglisse et de cuir. En bouche, ces vins possédant une très longue persistance aromatique, sont tout en rondeur et en onctuosité. Ils se comportent parfaitement sur les venaisons les plus riches. Les restaurateurs le servent en particulier sur un civet de sanglier, un lièvre à la royale ou un civet de chevreuil sauce grand veneur.

### Commercialisation
Il affiche un potentiel de production de 60 000 hl soit environ 8 millions de bouteilles destinées à la vente en collaboration avec le négoce, pour moitié vers le marché français (consommateurs particuliers et professionnels) et moitié à l’exportation.

## Principaux producteurs de l'appellation
Liste de producteurs :

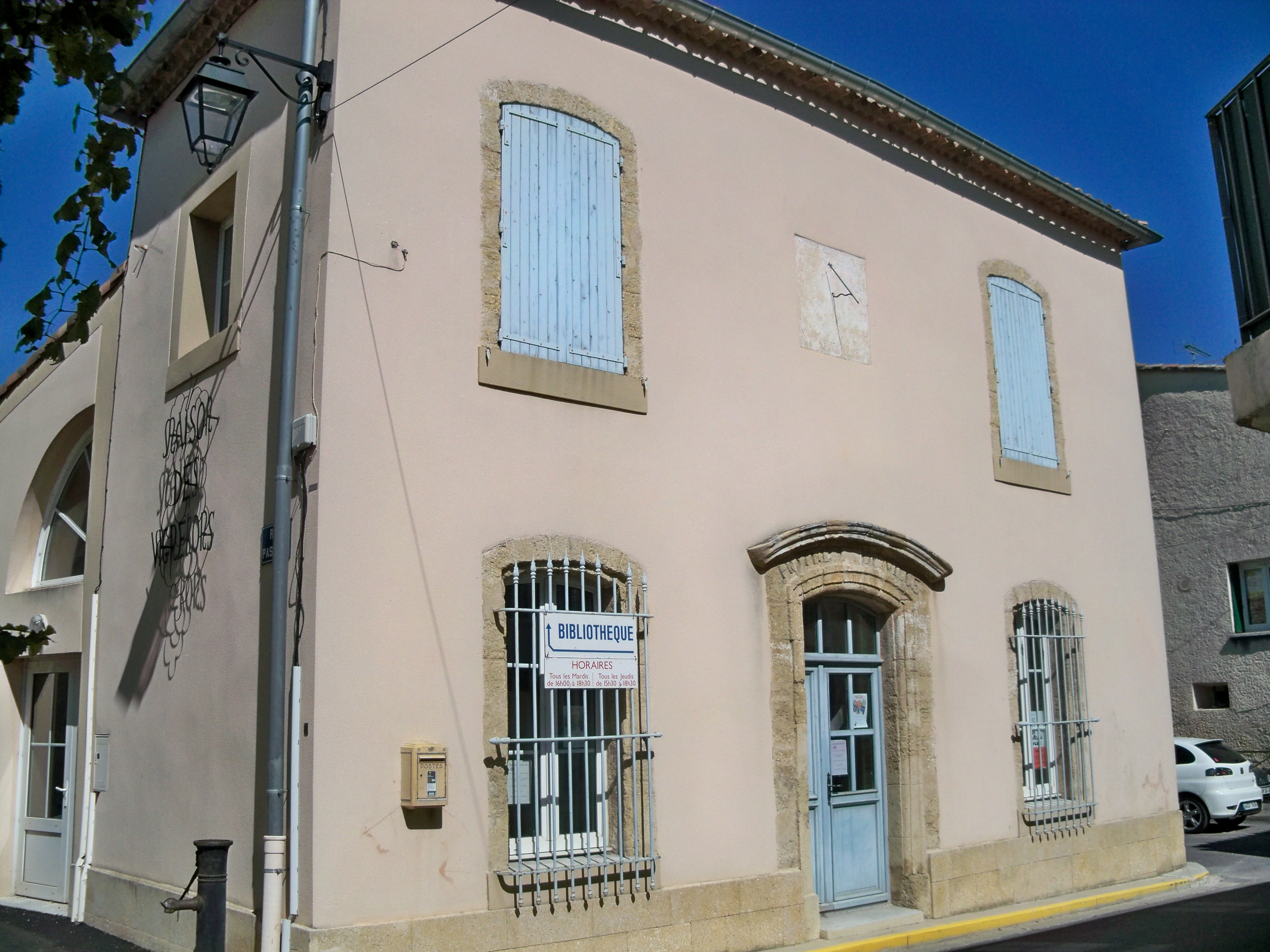
Maison des Vignerons de Violès, siège du syndicat de la dénomination plan-de-dieu.

- Domaine le Renard et Domaine Valand le vieux travaillan 84850 Travaillan
- Cave Coopérative de Cairanne, 84830 Cairanne
- Domaine Rabasse Charavin, 84290 Cairanne
- Domaine Durieu, 84850 Camaret-sur-Aygues
- Domaine du Vieux Chêne, 84850 Camaret-sur-Aygues
- Domaine de La Bouscatière, 84190 Gigondas
- Ferme Saint Antonin, 84150 Jonquieres
- Domaine RIGOT, 84150 Jonquières
- Domaine Lucien Tramier 84150 Jonquières
- Domaine Rose-Dieu, 84100 Orange
- Cave Coopérative Le Gravillas, 84110 Sablet
- Domaine des Pasquiers, 84110 Sablet
- Domaine Mou Pantaï, 84290 Sainte-Cécile-les-Vignes
- Cave Coopérative Les Coteaux du Rhône, 84830 Sérignan-du-Comtat
- Château Le Grand Retour, 84850 Travaillan
- Domaine Martin, 84850 Travaillan
- Château Saint-Jean, 84850 Travaillan
- Domaine Bessac, 84150 Violès
- Domaine du Bois des Dames, 84150 Violès
- Domaine du Bois des Mèges, 84150 Violès
- Domaine Coste-Michel, 84150 Violès
- Château La Courançonne, 84150 Violès
- Domaine de l'Espigouette, 84150 Violès
- Domaine des Favards, 84150 Violès
- Domaine des Queyrades, 84150 Violès
- Domaine des Richards, 84150 Violès
- Domaine Saint-Pierre, 84150 Violès
- Château La Diffre, 84110 Séguret

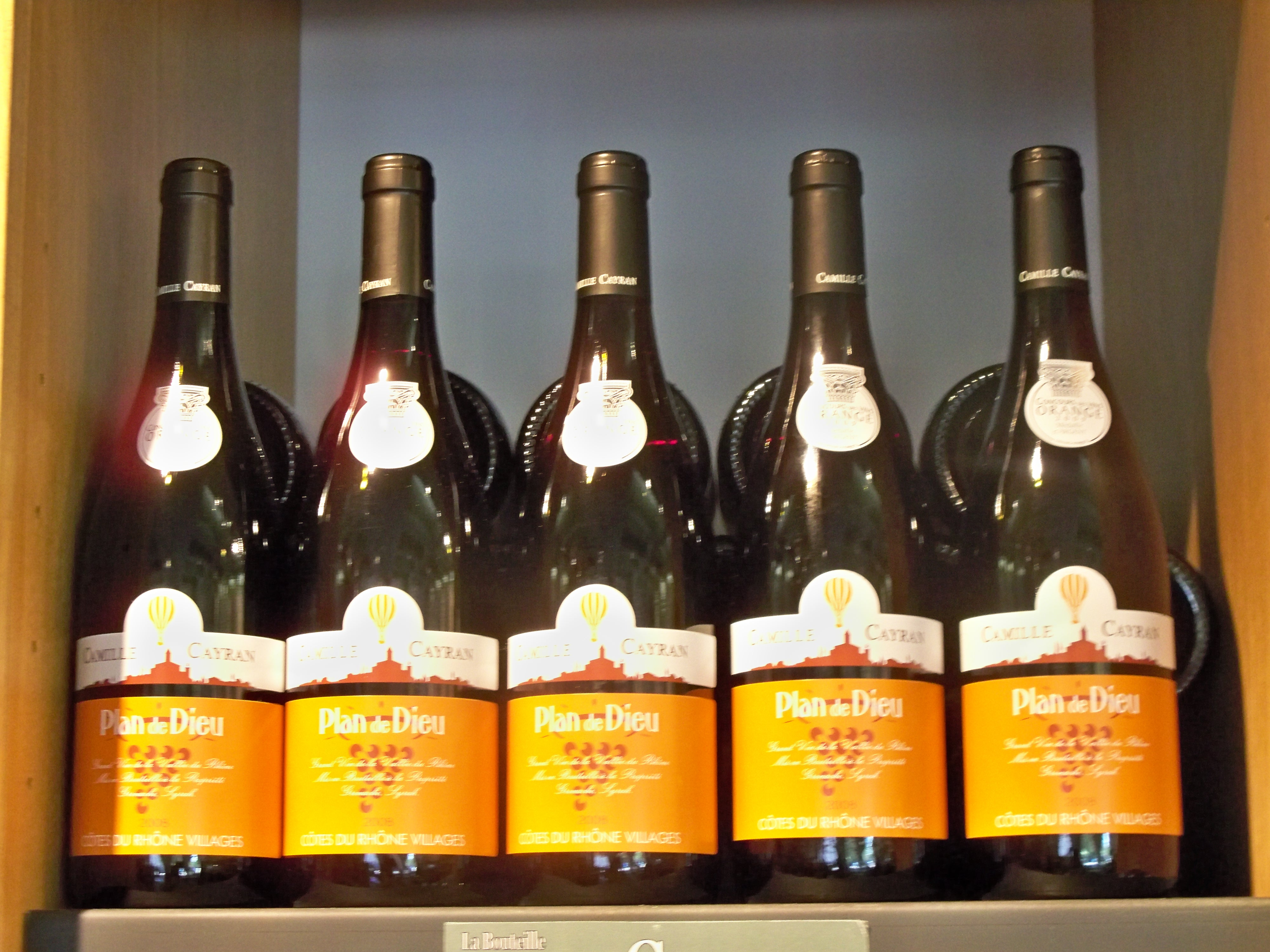
Plan-de-dieu de la cave de Cairanne
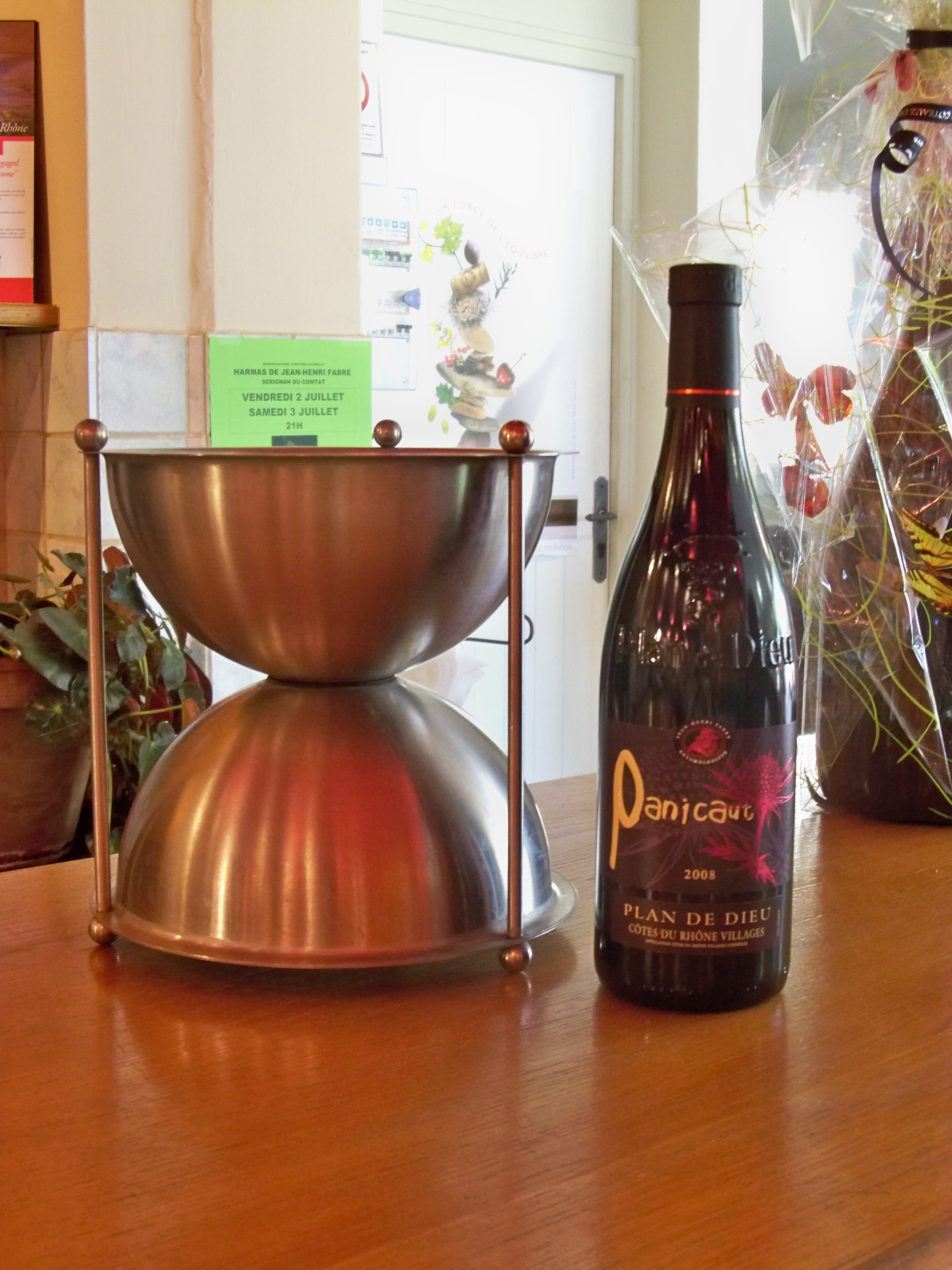
Plan-de-dieu de la cave de Sérignan-du-Comtat
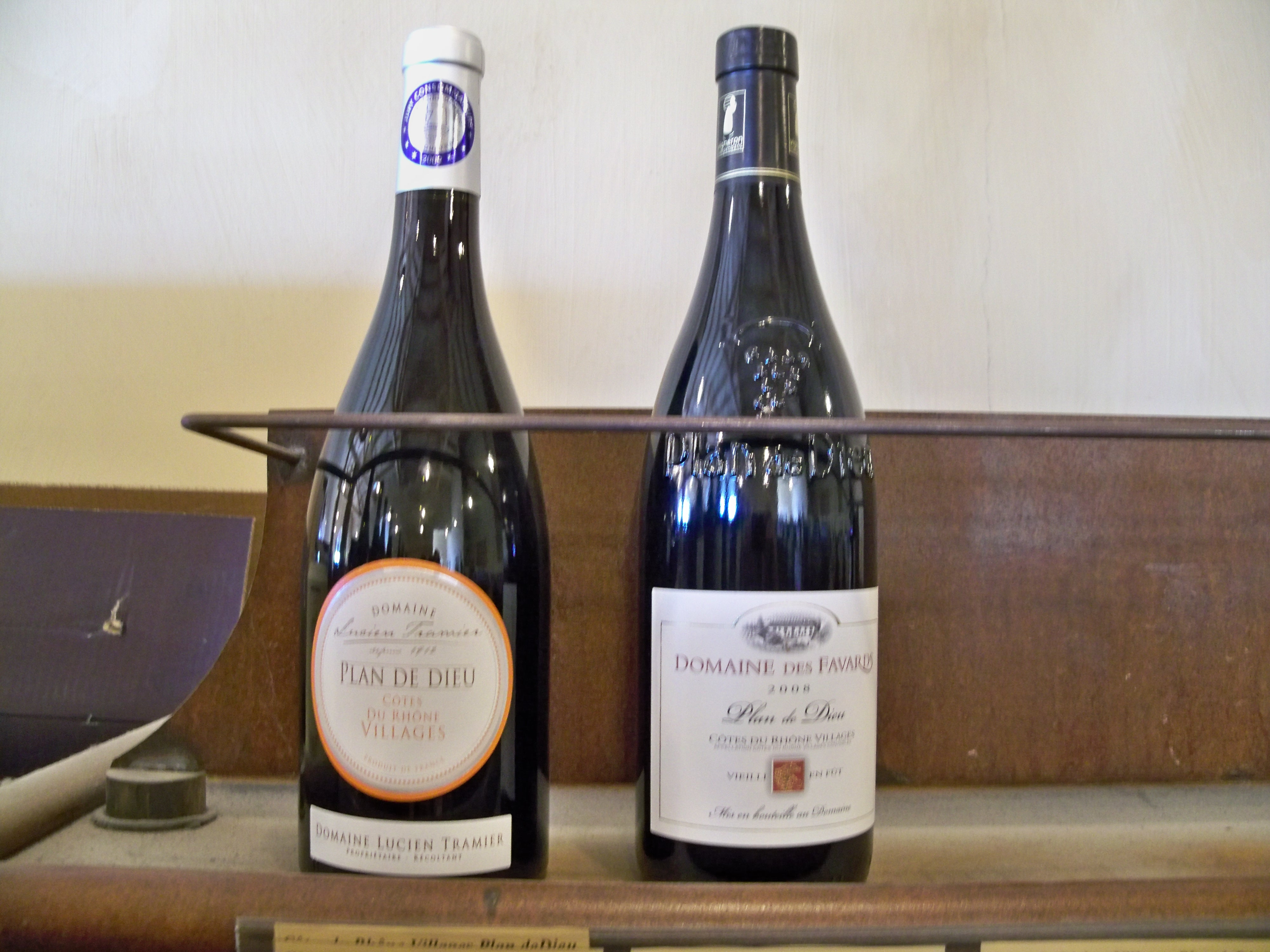
Bouteilles de plan-de-dieu au Palais du vin

## La place du Plan-de-Dieu parmi les côtes-du-rhône villages
| Dénominations              | Surface et production | Surface et production | Communes ayant droit à une des dénominations géographiques                            |
| Dénominations              | hectares              | hectolitres           | Communes ayant droit à une des dénominations géographiques                            |
| -------------------------- | --------------------- | --------------------- | ------------------------------------------------------------------------------------- |
| Cairanne                   | 760                   | 24 540                | Cairanne                                                                              |
| Chusclan                   | 259                   | 9 576                 | Chusclan, Orsan, Bagnols-sur-Cèze, Codolet, Saint-Étienne-des-Sorts                   |
| Laudun                     | 298                   | 11 315                | Laudun, Saint-Victor-la-Coste, Tresques                                               |
| Massif-d'uchaux            | 178                   | 5 830                 | Lagarde-Paréol, Mondragon, Piolenc, Uchaux et une partie de Sérignan-du-Comtat        |
| Nyons                      | 345                   | 2 549                 | Mirabel-aux-Baronnies, Nyons, Piégon, Venterol                                        |
| Plan-de-dieu               | 367                   | 2 851                 | Camaret-sur-Aigues, Jonquières, Travaillan, Violès                                    |
| Puyméras                   | 81                    | 3 243                 | Mérindol-les-Oliviers, Mollans-sur-Ouvèze, Faucon, Saint-Romain-en-Viennois, Puyméras |
| Roaix                      | 96                    | 3 176                 | Roaix                                                                                 |
| Rochegude                  | 135                   | 4 462                 | Rochegude                                                                             |
| Rousset-les-vignes         | 52                    | 2 041                 | Rousset-les-Vignes                                                                    |
| Sablet                     | 230                   | 8 163                 | Sablet                                                                                |
| Saint-gervais              | 137                   | 5 019                 | Saint-Gervais                                                                         |
| Saint-maurice-sur-eygues   | 136                   | 4 982                 | Saint-Maurice-sur-Eygues                                                              |
| Saint-pantaléon-les-vignes | 61                    | 2 037                 | Saint-Pantaléon-les-Vignes                                                            |
| Séguret                    | 268                   | 9 176                 | Séguret                                                                               |
| Signargues                 | 600                   | 18 000                | Domazan, Estézargues, Rochefort-du-Gard, Saze                                         |
| Valréas                    | 479                   | 16 883                | Valréas                                                                               |
| Visan                      | 419                   | 14 510                | Visan                                                                                 |